# Allison Miner
Elizabeth Allison Miner (* als Elizabeth Allison Crowther, 23. November 1949 in Baltimore; † 23. Dezember 1995 in New Orleans) war eine US-amerikanische Musikmanagerin, bekannt als eine der Gründer und Leiter des New Orleans Jazz & Heritage Festival.
Miner wuchs in Daytona Beach auf und ging mit den Allman Brothers zur Schule und war mit ihnen befreundet. Sie sang mit deren Band als A. Milner and the Allman Joys. 1966 zog sie nach New Orleans, wo sie bei Dick Allen im Jazzarchiv der Tulane University arbeitete. Als George Wein 1970 das erste New Orleans Jazz & Heritage Festival organisierte, empfahl Dick Allen sie und Quint Davis Wein zur lokalen Unterstützung. Sie half bei der Organisation des Festivals in den ersten schwierigen fünf Jahren und gründete dessen Archiv.
Ab Mitte der 1970er Jahre war sie Managerin von Professor Longhair, dessen Band von ihrem damaligen Ehemann Andrew Kaslow geleitet wurde. Mit Kaslow hatte sie zwei Söhne. Mitte der 1980er Jahre zog sie nach Cleveland, wo sie eine Radio Show mit Musik aus New Orleans (Cajun-Musik, Zydeco) am Sender der Case Western University hatte. Außerdem managte sie die Musikschulen-Entwicklung in Cleveland und leitete das National Folk Festival im Cuyahoga Valley National Park. 1988 kehrte sie nach New Orleans zurück und war wieder am Jazz Fest beteiligt. Auf einer der Bühnen präsentierte sie Musikgeschichte aus New Orleans in öffentlichen Gesprächen mit den Musikern (Music Heritage Stage) – sie wurde später nach ihr benannt (die einzige der zwölf Hauptbühnen, die nach einer Person benannt sind). Sie war an der Gründung des Radiosenders WWOZ beteiligt und setzte sich dafür ein, dass das Festival eine Non-Profit-Organisation blieb und die Musiker angemessen bezahlt wurden.
1995 erkrankte sie an einem Multiplen Myelom.
Neben Professor Longhair managte sie auch weitere Musiker wie die Rebirth Brass Band und die Wild Magnolias.
1997 erschien postum ihr Buch Jazz Fest Memories bei Pelican.